# Bradea montana
Bradea montana är en måreväxtart som beskrevs av Alexander Curt Brade. Bradea montana ingår i släktet Bradea och familjen måreväxter. Inga underarter finns listade i Catalogue of Life.